# Válka

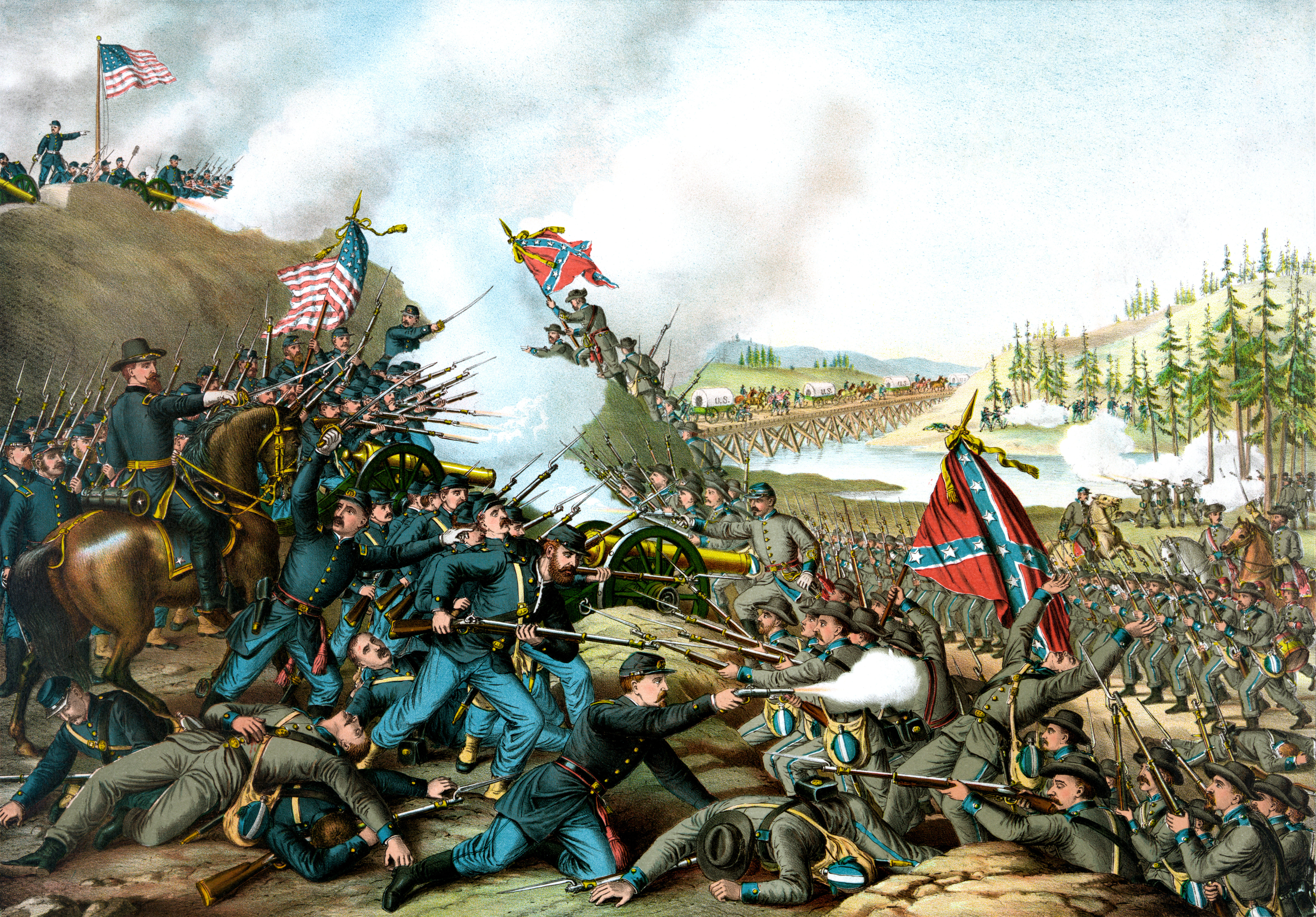
Americká občanská válka mezi vládou Unie a jižanskými separatisty

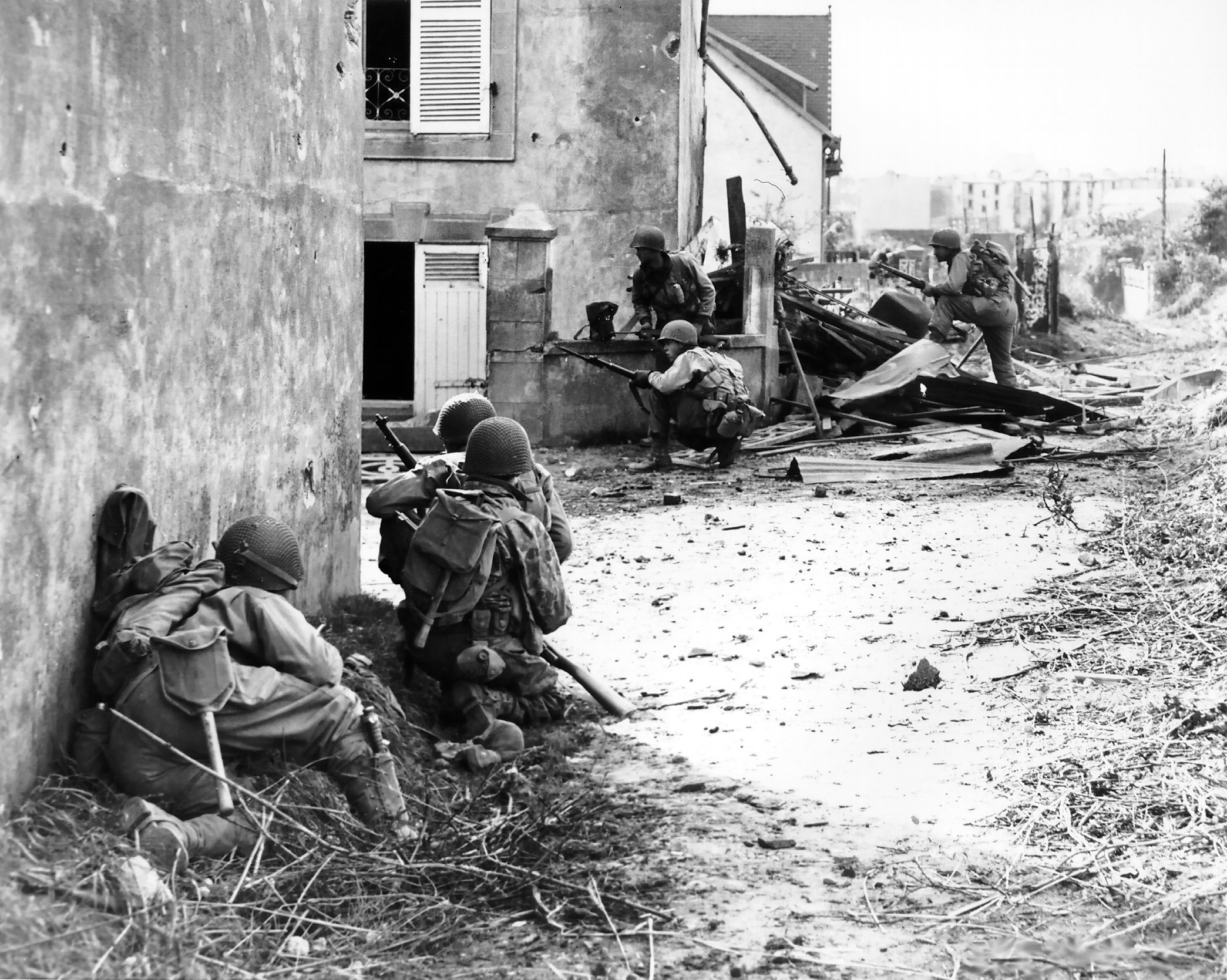
Městské boje za druhé světové války

Válka je stav organizovaného násilí mezi dvěma nebo více skupinami lidí. Násilí je ve válce použito válčícími stranami jako mocenský prostředek k prosazení politických, náboženských, ideologických, ekonomických nebo jiných cílů. Válka je opakem míru. V mezinárodní politice se jedná o extrémní nástroj prosazení cílů vojenskými prostředky a vojenskou silou. Přechodným stavem mezi vedenou válkou a mírem je příměří.
Ve své knize O válce pruský vojenský teoretik Carl von Clausewitz nazývá válku „Pokračováním politiky jinými prostředky“. Válka je interakcí mezi dvěma nebo více vojenskými silami, „soubojem vůlí“.
Válka není omezena jen na člověka. Například některé konflikty šimpanzů lze hodnotit jako primitivní války. Přesto archeologické nálezy naznačují, že u člověka jde o novodobý vynález.
V některých případech může dojít k eufemistickému zastírání podstaty věci a nazývání konfliktu, který bezpochyby splňuje parametry války, např. jako policejní akce, zajištění bezpečnosti, speciální vojenská operace či udržování míru.[zdroj?] Válku vedou dvě nebo více stran, stranou je buď stát nebo ozbrojená skupina (zejména ve vnitrostátních konfliktech – občanských válkách). V praxi se také stává, že mezinárodní válka vyprovokuje válku občanskou či naopak.
Válka je nejčastěji definována jako konflikt doprovázený účastí a střetem vojenských sil minimálně jednoho státu nebo jedné a více ozbrojených frakcí.
Z hlediska plošného rozsahu dělíme ozbrojené konflikty na války globální (zcela výjimečné) a války lokální. Lokální války jsou běžným druhem konfliktů a zpravidla probíhají mezi dvěma státy (občanské mezi dvěma stranami konfliktu) nebo státem a malou koalicí států, nejvýše dvěma malými koalicemi. V průběhu druhé poloviny 20. století došlo k více než dvěma stům lokálních válek.[zdroj?]
Mezinárodní právo (od přijetí Ženevských úmluv z r. 1949) zavedlo pojem „ozbrojený konflikt“, což je pojem obecnější, než pojem „válka“, který se striktně vzato vztahuje jen na mezinárodní ozbrojený konflikt splňující podmínky zahájení (vypovězení války nebo ultimátum).

## Terminologie

### Válka
V odborné české i zahraniční literatuře se lze setkat s volným zaměňováním termínu: válka (ang. war), válečný stav (ang. state of war) a vyhlášení války (ang. declaration of war).
Válka je otevřený ozbrojený konflikt vyhlášený mezi dvěma státy nebo společenskými komunitami, který se projevuje přerušením normálních politických a diplomatických aktivit mezi oběma stranami, případně mobilizací všech jejich dostupných zdrojů. V oblasti, kde ke střetu dochází, může vyústit ve vyhlášení válečného stavu nebo válečné situace.
Carl von Clausewitz definuje válku jako akt násilí s cílem protivníka podřídit se naší vůli. Organizované násilí uskutečňované politickou jednotkou proti jednotce druhé. Pokud toto násilí nemá politický charakter, nemůže se hovořit o válce. Válka je konflikt politický, ve kterém se střetávají ozbrojené síly dvou i více stran.
Vedení války by měla mít svá pravidla, která jsou vymezena v Úmluvě o zákonech a obyčejích pozemní války, která byla podepsaná 18. října 1907 v Haagu a Řád pozemní války (Řád zákonů a obyčejů pozemní války), který je přílohou této úmluvy. Smluvní strany se v preambuli této úmluvy shodly na tom, že při všem úsilí hledat prostředky, aby byl zabezpečen mír a zamezeny ozbrojené konflikty mezi národy, přece je důležité mít na zřeteli případy, kde odvolání se zbraní je přivozeno událostmi, které nemohly být odvráceny jejich úsilím. V dalším textu zejména žádají, aby i v tomto nejkrajnějším případě byly zachovány zájmy lidskosti a stále stoupající požadavky civilizace.
1. zásada válečné účelnosti – poškozování protivníka všemi účelnými prostředky
2. zásada právní regulace války – válčící strany nesmí překročit určité meze při výkonu válečného násilí – válečná účelnost nesmí převážit nad právními pravidly vedení války (zákaz totální války)
3. zásada humanity – omezuje volnost válčících nepřátelům a to tak, že lze uplatňovat násilí přímé pouze vůči vojenský objektům a bojujícím příslušníkům armád a zároveň nesmí používat zbytečně prostředky, které nejsou nezbytné pro zlomení odporu protivníka

OSN 1968 – potvrdilo usnesení konference Červeného kříže, že musí existovat zásady vedení akce za ozbrojeného konfliktu:
- právo válčících stran používat prostředky k poškození nepřítele není neomezené
- je zakázáno podnikat útoky proti civilnímu obyvatelstvu[12]

### Válečný stav
Válečný stav je stav vzniklý mezi znepřátelenými stranami (státy nebo jinými subjekty mezinárodního práva) vypuknutím ozbrojeného konfliktu, a to bez ohledu na to zda byla vypovězena válka. Ústava ČR jej definuje jako situaci, kdy je ČR napadena, nebo je-li třeba plnit mezinárodní smluvní závazky o společné obraně proti napadení. Válečný stav vyhlašuje Parlament České republiky. ). K přijetí parlamentního usnesení o vyhlášení válečného stavu je dle čl. 39 Ústavy ČR potřebný souhlas 101 poslanců a 41 senátorů.

### Ozbrojený konflikt
Výraz ozbrojený konflikt se začal ve vetší míře používat po druhé světové válce. Ženevské úmluvy hovoří o „vyhlášené válce nebo jakémkoli jiném ozbrojeném konfliktu"  v případě mezinárodních ozbrojených konfliktů a "ozbrojeném konfliktu, který nemá mezinárodní ráz a který vznikne na území některé z Vysokých smluvních stran“ v případě ozbrojených konfliktů vnitrostátních. Od pojmu válka se ozbrojený konflikt liší tím, že není omezen jen na ozbrojené střety mezi dvěma nebo více státy. Spadají sem i ozbrojené střety na území jednoho státu. Dále byl pojem válka vázán na formální vyhlášení, ozbrojený konflikt nevyžaduje formální vyhlášení, naopak je vázán na splnění faktických podmínek. Válka také označovala jen ozbrojené střety vyšší intenzity (například omezené přestřelky sem nespadaly). Toto pojetí přetrvalo v právních radech některých států, např. USA, jež rozlišují válku a použití síly nemající charakter války.[ve zdroji nenalezeno]

## Dějiny

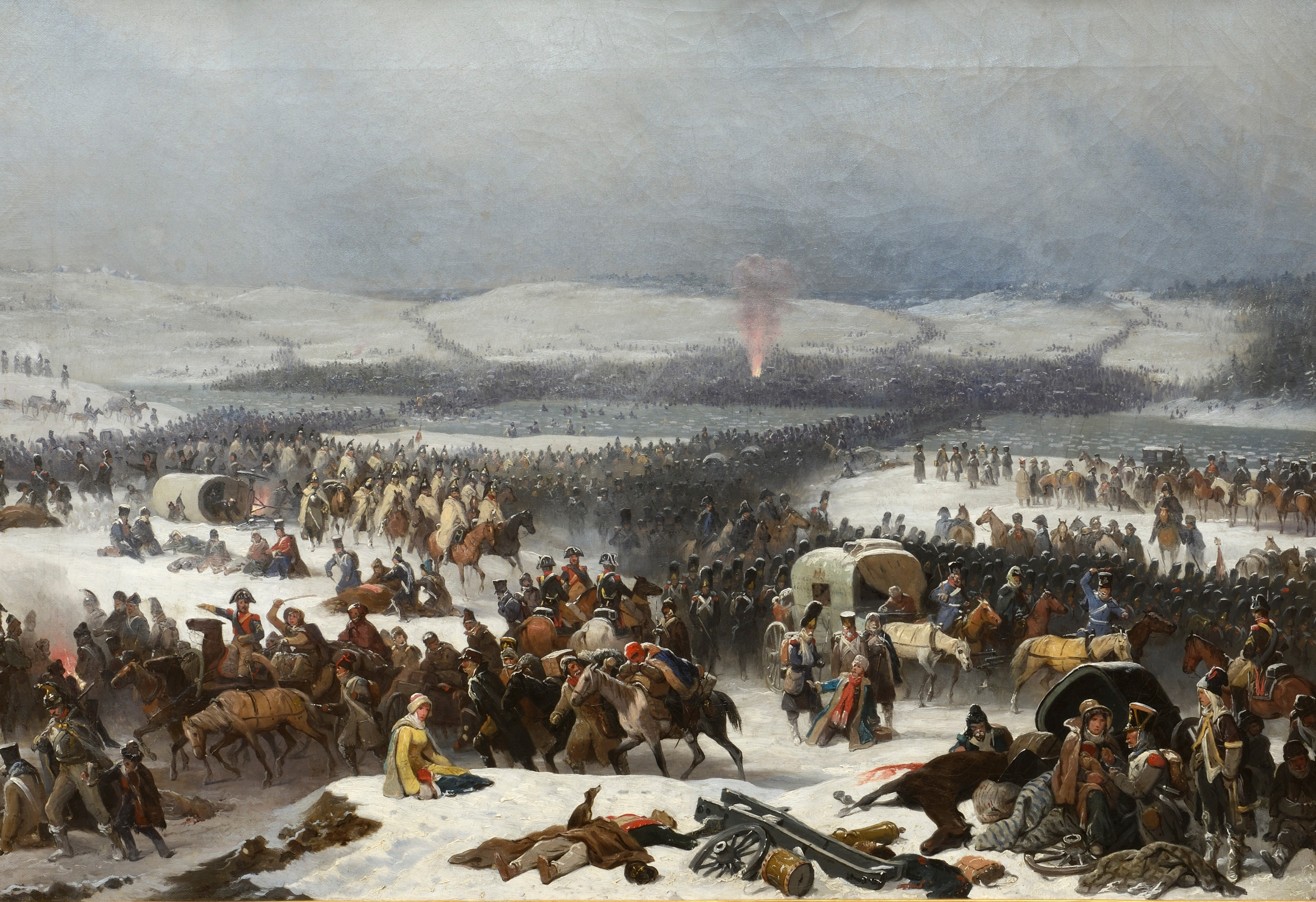
Napoleonovo ruské tažení skončilo pohromou a ztrátou až 550 000 vojáků

Válka doprovází lidstvo od neolitické revoluce a stejně jako se vyvíjela lidská kultura a výrobní možnosti, vyvíjela se i válka a její vedení. Na začátku proti sobě stáli nevyzbrojení členové jednotlivých klanů. Byl nalezen masový hrob pocházející již z neolitu s více než 300 padlými. Pak následovalo postupné vyzbrojování pěšáků a jejich organizace do větších celků. Ve starověku v Mezopotámii byla doložena první stálá armáda, která měla za úkol udržování státní moci, obranu před nájezdníky a rozšiřování říše do okolí. Díky pečlivé výzbroji a uspořádání se brzy stala velmi účinnou silou, která dokázala říši bránit. Od starověku jsou výdaje na obranu a válku běžně kolem 50 % rozpočtu města či státu, a to i během míru, což přetrvávalo až do 20. století.
S rozvojem technických možností se mění i strategie a taktika boje. Vycvičené zástupy Římanů vystřídala jízda, masové nasazení pěchoty a lučištníci. Objevem palných zbraní začali lučištníci ztrácet na významu a byli nahrazováni střeleckými oddíly. Jezdectvo zažilo svůj pád během první světové války, když nebylo efektivní proti tvrdé realitě zákopové války.
Překonání zákopové války umožnila letadla a tanky. S nástupem letectva a tanků se opět změnila strategie vedení války – na řadu přichází blesková válka, která je postavena na mobilních jednotkách schopných postupovat hluboko do týla nepřítele. Válka se stala mnohem více pružnou a pohyblivou. V průběhu druhé světové války se začala objevovat nová zbraň – balistická raketa, která již naprosto zrušila rozmezí mezi frontovou linií a zázemím. V dnešní moderní válce je možné zasáhnout libovolný cíl na planetě.
S objevením jaderných zbraní přešlo lidstvo do doby, ve které vedení války může znamenat i konec civilizace. Válčící strany disponují technologií, která je schopna vymazat nepřítele z povrchu Země. Jedním z důsledků existence atomové bomby je strategie jaderného odstrašení a snaha předejít vypuknutí konfliktu. Existence atomové bomby je někdy považována za jeden z důvodů nevypuknutí třetí světové války.[zdroj?]

## Příčiny války
Války vznikají z různých příčin, které se nedají vždy dobře vysledovat, ale je důležité rozlišovat, jestli se jedná o války mezi státy anebo mezi skupinami lidí. Státy většinou válčí o získání moci (například válka ve Vietnamu), strategických surovin, kolonií, či z náboženských či ideologických důvodů. Během moderní války mezi civilizovanými státy jsou snahy na vedení konvenční války, kdy jsou dodržovány mezinárodní smlouvy o zacházení se zajatci, snaha ochraňovat civilisty a nedopouštět se válečných zločinů (i přes snahy se ale objevují případy jejich porušování).

Během války náboženské, či občanské nebo ideologické nejsou často dodržovány žádné zákony a často na obou stranách jsou prováděny rozsáhlé etnické čistky, masové popravy, mrzačení obyvatelstva, znásilňování a používání veškeré dostupné techniky (magdeburská svatba). Vojáci nejsou často odlišeni od civilního obyvatelstva, což znemožňuje konvenčním armádám jejich efektivní eliminaci a způsobuje ztráty na civilistech.

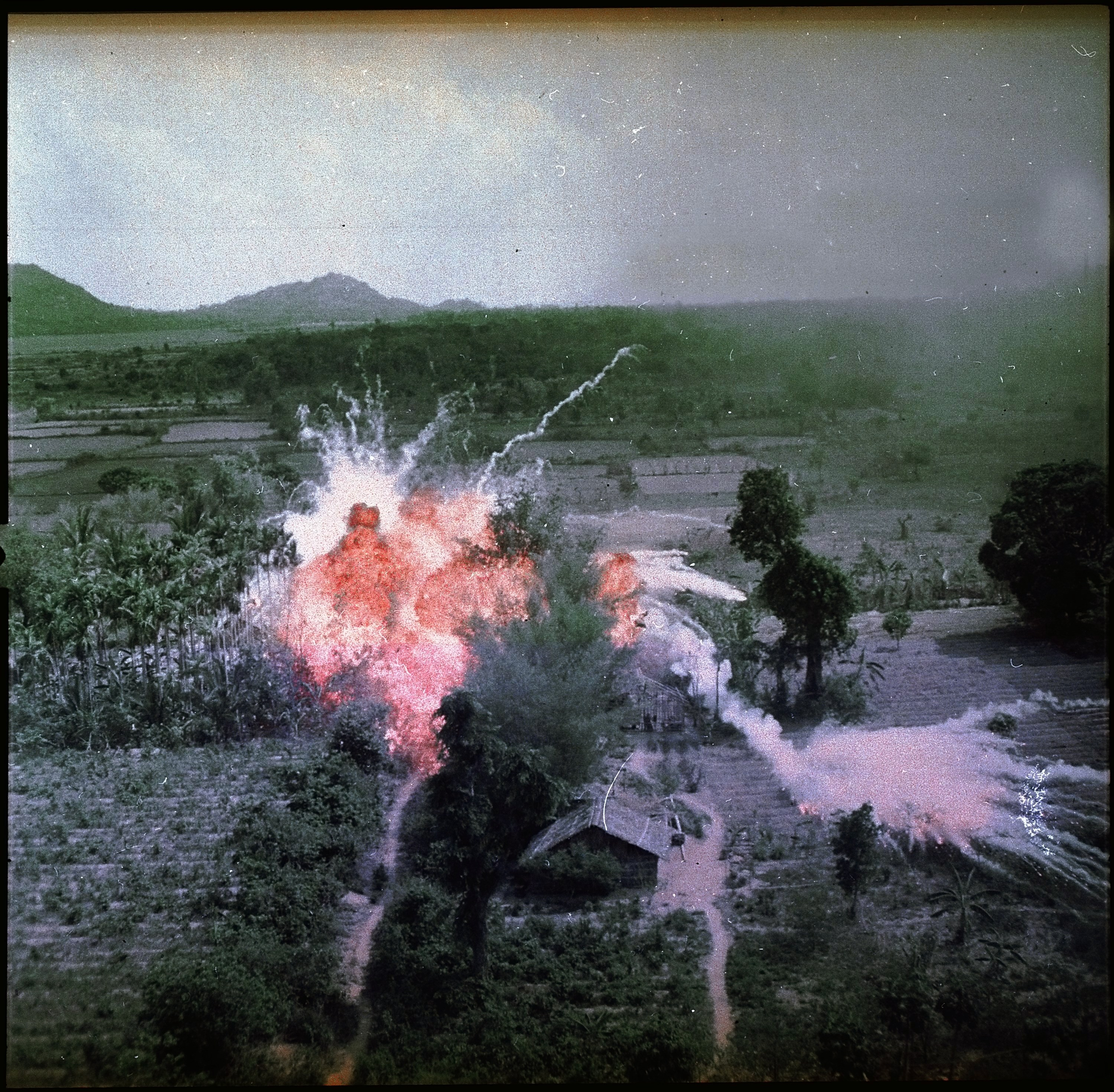
Americký napalmový útok na pozice Vietkongu během války ve Vietnamu v roce 1965

Studená válka měla za následek historicky velmi dlouhé období vyrovnanosti vojenských sil mezi státy sdružených v NATO v čele s USA na jedné straně a s komunistickými státy v čele se SSSR na straně druhé. Bylo zajištěno vzájemným jaderným zastrašením a snahou vyhnout se ozbrojenému konfliktu, což byl jeden z prioritních cílů obou stran. Spolu s koncem studené války však zmizel dosud jasně definovaný nepřítel, s kterým by potenciální válka přerostla v celosvětově ničící jaderný konflikt. Došlo ke vstupu nově vzniklých států na světovou scénu a jednoznačnou hrozbu vystřídalo mnoho nových nevyzpytatelných rizik.
K vnitrozemským konfliktům (občanským válkám) dochází téměř vždy v důsledku napětí uvnitř společnosti. Státní instituce nejsou nadále schopné udržet pořádek v rámci státu, státní struktury se hroutí a společnost upadá do chaosu. Válka se tak dostává do rukou různých skupin a bývá tak označována za válku postmoderní.
Příčiny vzniku ozbrojených konfliktů lze rozdělit do několika skupin. První z nich je otázka územních sporů v důsledku snahy o posílení vlivu na určitém území, nebo naopak snaha vymanit se z vlivu ekonomicky silnějšího státu. Druhou skupinou jsou důvody hospodářské. Řada lokálních válek je vedena kvůli nerostnému bohatství a jejich distribuci. K těmto konfliktům patří například spory o ložiska ropy v Kaspickém moři a otázka přístupu ke sladkovodním zdrojům na Blízkém východě a v Africe. Další skupinou jsou náboženské důvody, které lze také označit za ideologické důvody. Příkladem je spor židů a muslimů na Blízkém východě. V neposlední řadě je třeba zmínit konflikty národnostního charakteru. Odehrávají se především v Africe a často dosahují rozměrů genocidy, jako například masakr Tutsiů ze strany Hutů ve Rwandě v roce 1994.

## Pravidla války
Pravidla ozbrojeného konfliktu se řídí sérií mezinárodně uznávaných zákonů a rezolucí, včetně Charty OSN, která zemím přiznává právo bránit se v případě napadení, zakazuje ale vedení útočných válek. Základním dokumentem jsou Ženevské úmluvy, které ratifikovalo 196 států světa a které platí jak pro konflikty mezi státy, tak pro asymetrické konflikty (jiné entity). Stanovují, jak se válčící strany mají během ozbrojeného konfliktu chovat a co se naopak nepřipouští. Pravidla chrání všechny, kteří se bojů neúčastní (civilisté, lékaři, humanitární pracovníci) i ty, kteří již nejsou schopni boje (raněné, nemocné, válečné zajatce). Civilisty nelze brát jako rukojmí. Zapovězeny jsou útoky na civilní infrastrukturu (školy, nemocnice, obytné domy, vodárny, elektrické vedení atd.). Úmyslný nebo neodůvodnitelný útok na civilní cíle je válečným zločinem. Použitá síla také musí odpovídat síle útoku (konvenční versus použití jaderné zbraně). Nelze zabíjet vzdávající se osoby nebo mimo boj (hors de combat). Zajaté a raněné je nutné ošetřovat a zabezpečit proti násilí. Každý má nárok na základní soudní záruky, nesmí být mučen, fyzicky trestán ani ponižován a má právo si dopisovat se svými rodinami a získat pomoc.
Podle článku 51 Charty Spojených národů má napadený právo na obranu, což je ale omezeno mezinárodním humanitárním právem. Pokud jsou vojenské cíle záměrně kryty civilními, stávají se i z nich legitimní vojenské cíle a jde o „vedlejší škody“ mezi civilním obyvatelstvem. Kolektivní trest (např. blokáda zásobování civilního obyvatelstva) není možný.

## Typy válek podle povahy a prostředků

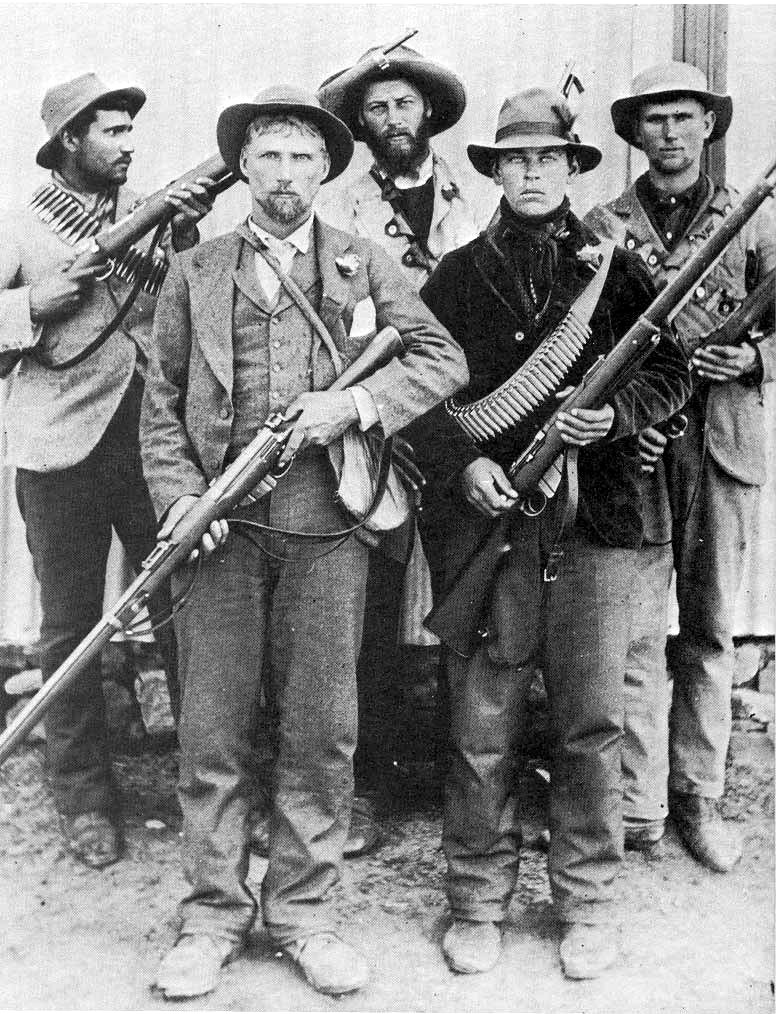
Búrští partyzáni v Jižní Africe bojující v búrské válce proti britské invazi

- asymetrická válka
- biologická válka
- hybridní válka
- chemická válka
- ideologická válka
- informační válka
- jaderná válka
- náboženská válka
- občanská válka
- partyzánská válka
- studená válka
- svatá válka
- světová válka
- totální válka

## Manévrovací vs. opotřebovávací válčení
Povaha válčení se za 200 let od napoleonských válek výrazně změnila. Společným stanoviskem pro tento přístup je, že během klasické éry válčení bylo předpokladem úspěchu porazit hlavní sílu nepřítele. V současné době se má za to, že útok proti centrálním částem nepřítele nebo týlovým jednotkám, jako jsou logistické nebo velitelské a řídicí jednotky, by mohl stačit k tomu, aby zlomil nepřátelskou vůli pokračovat.
- Opotřebovací válka – známá také jako atriční kultura nebo opotřebovací válka.
- Manévrovací válka – také známá jako mobilní kultura nebo kultura manévrů.[20][21][22][23]

Boyd vysvětlil rozdíl mezi těmito dvěma pojmy: opotřebovávací válka je zaměřena na fyzickou oblast a využívá palebnou sílu jako ničivou sílu, zatímco manévrová válka je zaměřena na mentální oblast, kde cílem bylo vyvolat „překvapení a šok“ pomocí nejistoty, mobility a klamání. Christopher Tuck definoval cíl manévrové války takto: "... rozbít soudržnost nepřítele prostřednictvím řady rychlých, soustředěných a neočekávaných akcí, které vytvoří turbulentní a rychle se zhoršující situaci, se kterou se nepřítel nemůže vyrovnat". Americký vojenský teoretik Robert R. Leonhard definuje manévr jako umístění „[ne]přítele do nevýhodné pozice prostřednictvím flexibilního použití bojové síly“.
V teorii manévrů existuje několik popisů toho, co je důležité pro manévrovací válku:
| William S Lind                                                     | Martin van Creveld | Liddell Hart |
| ------------------------------------------------------------------ | --- | --- |
| Taktika typu mise Recon pull Centrum gravitace Surface a gaps OODA | První princip, který van Creveld zmiňuje, je tempo a souvisí s Boydovou OODA smyčkou. Druhým principem je těžiště. Třetím principem je překvapení. Čtvrtým principem je použití kombinovaných zbraní, princip použití různých druhů zbraňových systémů současně při působení na nepřítele. Pátým principem je být flexibilní a zvládnout válečné frikce (mlhu války). Šestým a posledním principem je mít silně decentralizovanou organizaci, která používá taktiku typu mise (mission command). | 1. Vyhnout se nepřátelské síle. Konkrétně zakázat nepříteli použití jeho síly. 2. Oklamat nepřítele. I když je tato myšlenka poněkud odlišná od té první, je nakonec zaměřena na stejný cíl: zastavit nepříteli příležitost využít jeho sílu. 3. Vytvářet a útočit na zranitelnosti nepřítele. |

Atriční válka má za cíl zničit vojenskou sílu/schopnost nepřítele.
Kniha Nilse Mariuse Rekkedala o moderním umění válka definuje opotřebovávací válčení tímto způsobem:
- Palebná síla
- Čas
- Tempo
- Nadřazenost s cílem zajistit úspěch
- Získání a udržení terénu
- Bojové plány
- Pohyb

Výše zmíněně dualistické dělení válčení je produktem teoretického uvažování z 80. a 90. let, které obhajovalo ne-attricionalistické formy válčení a je především vedlejším produktem první světové války, konfliktu, který je z velké části charakterizován jako masová jatka. Spisy a doktríny z tohoto období ovlivnily generaci vojenských praktiků, kteří jsou dnes vyššími vojenskými vůdci a tvůrci politik v americké vládě a mnoha politicko-vojenských partnerech Spojených států. Komentátoři tohoto období tedy tvrdí, že existuje dichotomie: vojenské síly používají k válčení buď přístup zaměřený na destrukci, nebo na pohyb. V rámci této dichotomie jsou přístupy zaměřené na pohyb ušlechtilé a jsou zenitem vojenského umění, zatímco přístupy zaměřené na destrukci odrážejí zkaženost mysli a praxe vojenských sil ve vojenském umění. Americký teoretik Amos C. Fox tento dualismus kritizuje a tvrdí, že, problém s těmito tvrzeními však spočívá v tom, že pragmatické spojení pohybu a palebné síly se vztahuje téměř na každý myslitelný typ válčení. Z toho vyvozuje, že opotřebovávací válka není formou konfliktu, ale její charakteristika. Empirická práce Hughese například zjistila, že palebná síla a ničení jsou základními prvky vítězství na bojišti. Vzhledem k tomu, že historie ukazuje, že většina válek se nevyhrává jediným rozhodujícím úderem. Ruský vojenský teoretik a stratég Alexander Svečin tvrdí, že přístupy k válčení orientované na destrukci jsou další logickou možností, když válku nelze vyhrát jediným rozhodujícím úderem nebo vyhlazovací bitvou. Svečin píše, že přístupy orientované na destrukci jsou zaměřeny na získání a udržení materiální převahy, zatímco připravují nepřátelského bojovníka o prostředky, které potřebuje k trvalému odporu.
Tom Simoens tvrdí, že hybridní přístup, kombinující prvky manévrovacího, pozičního a útočného válčení, je nezbytný pro dosažení strategického úspěchu v konfliktu, protože neúspěšná ruská invaze v únoru 2022, stejně jako neúspěšná ukrajinská protiofenzíva v červnu 2023, vážně zpochybnily základní principy západní vojenské doktríny, zakořeněné v manévrovacím přístupu. V budoucnu musí být důstojníci schopni přejít od manévrovací války k pozičním nebo atričním strategiím, v závislosti na okolnostech. To podtrhuje myšlenku, že válčení není jen věda, ale i umění, a že talent a dovednosti velitele mu umožní určit, který přístup je nejvhodnější.
Rozhodnutí mezi manévrovou, poziční a opotřebovací válkou je převážně řízeno požadovaným efektem – v situacích, kdy je cílem tempo, je preferovanou metodou manévr; v situacích, kde je vyžadována ohromující palebná síla, je preferovanou metodou opotřebení; a v situacích, kdy se hledá výhodná pozice nebo musí být nepřítel vytažen ze své aktuální pozice do pozice, kterou si útočící síla zvolí, se používá poziční válka.
Moderní doktrína manévrového válčení má dva cíle: (1) dosáhnout psychologického dopadu na protivníka – vyvolat paniku nebo kognitivní paralýzu, která nutí nepřátelskou vůli vzdorovat ke kolapsu; a (2) získat a udržet pozici relativní výhody ve vztahu k válčící straně. Vyvolávání zmatku (kognitivní efekt) a dezorganizace (fyzický efekt) jsou podřízené cíle manévrového válčení, které přispívají k zastřešujícím cílům konceptu. Manévr se toho snaží dosáhnout prostřednictvím překvapení získaného rychlým taktickým a operačním tempem nebo útokem z neočekávaných směrů nebo míst. Americká a západní vojenská doktrína, pokud jde o manévrovou válku, se zaměřuje na psychologický efekt na společné a operační úrovni a převážně na fyzický efekt na taktické úrovni.
Poziční válku lze definovat jako použití síly – prostřednictvím taktiky, palebné síly nebo pohybu – k přesunu protivníka z jedné pozice do druhé pro další použití nebo k odepření přístupu do oblasti pro další využití – zatímco opotřebovací válku lze definovat jako metodické použití bitvy nebo operací k nahlodání nebo zničení vybavení, personálu a zdrojů válčících tempem větším, než je rychlost, kterou dokážou doplnit. Cílem opotřebování je opotřebovat válčící strany do té míry, že již nemohou dále vzdorovat nebo jsou fyzicky zničeni, zatímco cílem poziční války je umístit své já do pozice výhody ve vztahu k válčícímu nebo nalákat válčícího, aby uvolnil svou vlastní pozici relativní výhody ve vztahu k vlastní síle.

## Největší války dějin
Za největší války podle středního odhadu počtu obětí se uvádějí:[zdroj?]
3. století
- Čínské císařství v období tří říší (37 miliónů)

8. století
- Povstání An Lu-šana (21 miliónů)

14. století
- Mongolská říše – rozšiřování (35 miliónů)
- výboje Tamerlána – (17 miliónů)

17. století
- nástup dynastie Čching do Říše Ming (25 miliónů)

19. století
- Povstání tchaj-pchingů (32 milionů)

20. století
- I. světová válka (31 milionů)
- II. světová válka (58 milionů)

Války ovšem nelze takto jednoduše srovnávat, protože světová populace významně roste. Ve starověku patří svým rozsahem mezi významné války bitva u Kurukšétry (4 milióny), druhá punská válka (0,8 miliónu), galská válka (do 1 miliónu), první židovská válka (1 milión).
Při relativním srovnání například třicetiletá válka zahubila třetinu (například České země) až dvě třetiny místní populace, kdežto II. světová válka maximálně 16 % obyvatel v Polsku (4 % ztráty mělo Československo). Arménská genocida, Rwandská genocida (v případě Tutsiů) či Paraguayská válka vyhladila přibližně 70 % lidí dané skupiny.
Počet obětí konfliktů v přepočtu na obyvatele nevykazuje jasný trend. Průměrná délka trvání válek, kterých se zúčastnila velmoc, byla ve 20. století přibližně 2 roky, kdežto v předchozích století to bylo více.